# وليام آر بوج
وليام آر بوج (بالإنجليزية: William R. Pogue)‏ (و. 1930 – 2014 م) هو ضابط، ورائد فضاء، وكاتب سير ذاتية، وطيار من الولايات المتحدة الأمريكية . ولد في أوكيما .
توفي في كوكاو بيتش، فلوريدا .

## ريادة الفضاء
شارك في المهمات الفضائية:
- سكايلاب 4
- سكاي لاب.

## الخدمة العسكرية
خدم في القوات الجوية الأمريكية.

## جوائز
حصل على جوائز منها:
- وسام الجو.

## روابط خارجية
- وليام آر بوج على موقع IMDb (الإنجليزية)